# Portugal (còmic)
Portugal és una novel·la gràfica de l'autor francès Cyril Pedrosa publicada el 2012 a França. L'aclamada obra va ser lloada per la crítica i va obtenir diversos premis. Tracta sobre un dibuixant de còmics en crisi a la recerca els seus orígens familiars com a recepta per recuperar la pèrdua de la seva identitat.
La versió en castellà es va publicar el 2012, editada per Norma, i va obtenir el Premi a la millor obra estrangera de la 31a edició del Saló del Còmic de Barcelona.

## Argument
Simon Muchat és un dibuixant de còmics d'origen portuguès que ha crescut a França. En plena crisi existencial i professional, la inspiració l'ha abandonat, no té ganes de res i es malguanya la vida fent il·lustracions escolars.
Els permanents records de la seva infància a Portugal li serveixen de refugi per evadir-se de la difícil situació que travessa la seva vida en parella. Vol defugir a més de la responsabilitat de comprar una casa, una idea amb la qual la seva parella el turmenta. L'hipoteca, però, representa només una grisa perspectiva de futur amb la qual el protagonista se sent encara més empresonat.
Una inesperada invitació a un saló del còmic a Portugal el fan retornar al seu país d'origen, on retrobarà la seva inspiració després d'una recerca dels seus orígens familiars i del sentit de la seva pròpia existència.
La història està escenificada entre França, país de residència del protagonista; i Portugal, el seu país natal, del qual la seva família va fugir per escapar-se del règim dictatorial de Salazar. L'obra és parcialment autobiogràfica i el protagonista és un àlter ego del mateix autor, d'origen també portuguès.
L'obra està dividida en tres parts. La primera d'elles, dominada pels tons sèpies del color, aborda sobretot els records de la infància del melancòlic protagonista. En la segona part imperen els tons grisos, que plasmes l'estat depressiu de Simon. La tercera part, que es desenvolupa a Portugal, està farcida de colors vius i lluminosos.

## Palmarès
- Premi Le Point de còmic de 2011 (Dupuis).
- Premi Sheriff d'or de 2011 de la llibreria Esprit BD.
- Premi Bédélys Monde de 2011.[n. 1]
- Premi Canal BD de 2012.[n. 2]
- Premi a la millor obra estrangera de la 31a edició del Saló del Còmic de Barcelona, 2013.[3]